# Prix du Public
Il Prix du Public UBS è un premio premio assegnato dal pubblico del Locarno Film Festival.

## Albo d'oro
| Anno | Film                                                               | Regista                           | Nazione                            |
| ---- | ------------------------------------------------------------------ | --------------------------------- | ---------------------------------- |
| 1994 | Senza pelle                                                        | Alessandro D'Alatri               | Italia                             |
| 1995 | Smoke                                                              | Wayne Wang                        | Stati Uniti                        |
| 1996 | Microcosmos - Il popolo dell'erba (Microcosmos)                    | Claude Nuridsany e Marie Pérennou | Francia, Svizzera                  |
| 1997 | non assegnato                                                      |                                   |                                    |
| 1998 | non assegnato                                                      |                                   |                                    |
| 1999 | non assegnato                                                      |                                   |                                    |
| 2000 | L'uomo senza ombra (Hollow Man)                                    | Paul Verhoeven                    | Stati Uniti                        |
| 2001 | Lagaan - C'era una volta in India (Lagaan)                         | Ashutosh Gowariker                | India                              |
| 2002 | Sognando Beckham (Bend it like Beckham)                            | Gurinder Chadha                   | Stati Uniti, Regno Unito, Germania |
| 2003 | Il miracolo di Berna (Das Wunder von Bern)                         | Sönke Wortmann                    | Germania                           |
| 2004 | La sposa siriana (Hacala Hasurit)                                  | Eran Riklis                       | Israele, Germania, Francia         |
| 2005 | Zaïna, Cavalière de l'Atlas                                        | Bourlem Guerdjou                  | Francia                            |
| 2006 | Le vite degli altri (Das Leben der Anderen)                        | Florian Henckel von Donnersmarck  | Germania                           |
| 2007 | Funeral Party (Death at a Funeral)                                 | Frank Oz                          | Stati Uniti, Regno Unito           |
| 2008 | Son of Rambow - Il figlio di Rambo (Son of Rambow)                 | Garth Jennings                    | Francia, Germania, Stati Uniti     |
| 2009 | Giulias Verschwinden                                               | Christoph Schaub                  | Svizzera                           |
| 2010 | Il responsabile delle risorse umane ( The Human Resources Manager) | Eran Riklis                       | Israele, Germania, Francia         |
| 2011 | Monsieur Lazhar                                                    | Philippe Falardeau                | Canada                             |
| 2012 | Lore                                                               | Cate Shortland                    | Germania, Australia, Regno Unito   |
| 2013 | Gabrielle                                                          | Louise Archambault                | Canada                             |
| 2014 | Schweizer Helden                                                   | Peter Luisi                       | Svizzera                           |
| 2015 | Lo Stato contro Fritz Bauer (Der Staat gegen Fritz Bauer)          | Lars Kraume                       | Germania                           |
| 2016 | Io, Daniel Blake (I, Daniel Blake)                                 | Ken Loach                         | Regno Unito                        |
| 2017 | The Big Sick                                                       | Michael Showalter                 | Stati Uniti                        |
| 2018 | BlacKkKlansman                                                     | Spike Lee                         | Stati Uniti                        |
| 2019 | Camille                                                            | Boris Lojkine                     | Francia                            |
| 2020 | non assegnato                                                      |                                   |                                    |
| 2021 | Hinterland                                                         | Stefan Ruzowitzky                 | Austria, Lussemburgo               |
| 2022 | Last Dance                                                         | Delphine Lehericey                | Svizzera, Belgio                   |
| 2023 | The Old Oak                                                        | Ken Loach                         | Regno Unito, Francia, Belgio       |
| 2024 | Reinas                                                             | Klaudia Reynicke                  | Svizzera, Perù, Spagna             |